# 東日本製菓技術専門学校
東日本製菓技術専門学校（ひがしにほんせいかぎじゅつせんもんがっこう）とは、群馬県前橋市にある私立専門学校。学校法人山崎学園が運営している。

## 沿革
- 1967年 - 学校法人山崎学園設立
- 1993年 - 高崎市矢中町に東日本製菓技術専門学校を開校
- 1996年 - 高崎市矢中町より現校舎に移転。（前橋市小屋原町1098-1）

## 学科・コース
- 製菓衛生師学科（1年制）
- 製菓製パン本科（2年制 専門士）

## 山崎学園グループ
- 東日本デザイン&コンピュータ専門学校
- 東日本ホテルトラベル専門学校
- 東日本栄養医薬専門学校
- 群馬調理師専門学校
- 東日本製菓技術専門学校
- 東日本調理師専門学校